# Феронор
„Феронор“ (на испански: Ferronor) е предприятие в Чили, притежаващо приватизираната през 1997 година северна част от железопътната мрежа на страната, и функциониращо допълнително като железопътен оператор.
Седалището му е в столицата Сантяго де Чиле. Предприятието е собственик на 2 300 километра железопътни линии, включващи основната линия Калера – Икике и множество разклонения, голяма част от които са в лошо състояние и не се използват. Извършва главно превози на продукти на добивната промишленост - железен и меден концентрат, мед, каменна сол, сярна киселина. Мрежата на „Феронор“ се използва и от други железопътни оператори.